# Колосс Родосский (фильм)
«Колосс Родосский» (итал. Il colosso di Rodi, фр. Le Colosse de Rhodes) — итальянский пеплум 1961 года, дебютная работа режиссёра Серджо Леоне.

## Сюжет
Местом действия является остров Родос III века до н. э., где происходят волнения против власти тирана Сереса. Любое проявление протеста незамедлительно и жестоко наказывается.
Для демонстрации своего могущества Серес распоряжается возвести одно из семи чудес света — грандиозную статую Колосса Родосского. Архитектурно-строительные работы осуществляет учёный архитектор Харес. Колосс Родосский сооружается как маяк и наблюдательная башня в виде скульптуры бога Гелиоса и предназначается для защиты острова от возможных нападений.
Открытие Колосса становится для жителей Родоса грандиозным праздником, свидетелями которого становятся древнегреческий полководец Дарий (Рори Кэлхаун) и его друзья, прибывшие на остров для отдыха от ратных дел. Дядя Дария Лизий делает всё, чтобы времяпровождение гостей сопровождалось пышными пиршествами, возлиянием вина, знакомством с очаровательными девушками.
Однако Дарий становится случайным свидетелем, а потом и соучастником подготовки нового народного восстания против Сереса. Параллельно государственный переворот готовят финикийские наёмники, нанятые царём-тираном, но стремящиеся захватить остров. К Родосу уже подплывает армада финикийских кораблей, и жителям города предстоит дать им неравный бой…

## Вокруг фильма
«Колосс Родосский» был снят полностью на французском языке, тем не менее, все авторы сценария были итальянцами, а режиссёр почти не знал французского и пользовался переводчиками. Значительную часть актёрской команды составляли испанцы.
В интервью Серджо Леоне всегда говорил, что снял «Колосс Родосский» лишь для того, чтобы оплатить свой «медовый месяц» в Испании. Дело в том, что в 1960 году Леоне не только дебютировал в кино, но и женился.

## Технические данные
Фильм снят на стандартной 35-мм киноплёнке анаморфотной оптикой по системе «Супертоталскоп» (англ. SuperTotalscope), который был разновидностью широкоэкранного формата «Синемаскоп». Прокатные фильмокопии печатались контактным способом в том же формате, рассчитанном на демонстрацию анаморфотным проекционным объективом с соотношением сторон экрана 2,35:1.

## В ролях
- Рори Кэлхун — Дарий
- Жорж Маршаль — Пелиокл
- Леа Массари — Диала
- Конрадо Сан-Мартин — Терион
- Роберто Камардьель — Серес
- Анхель Аранда — Корос
- Хорхе Риго — Лисипп
- Альфио Кальтабиано — Креонт
- Миммо Пальмара — Арес
- Карло Тамберлани — Ксенон